# Jbel Lahbib
Jbel Lahbib  (in arabo جبل لحبيب‎?) è un centro abitato e comune rurale del Marocco situato nella provincia di Tétouan, regione di Tangeri-Tetouan-Al Hoceima. Conta una popolazione di 3 780 abitanti (censimento 2014).